# Станкевич Дмитро Семенович
Дмитро Семенович Станкевич (пол. Dymitr Stankiewicz; 13 грудня 1901, Слобода-Рунгурська — 25 липня 1942, Коломия) — український лікар-рентгенолог, член та співзасновник коломийських філій Українського лікарського та Українського гігієнічного товариств.

## Життєпис
Народився Дмитро Станкевич 13 грудня 1901 року в селі Слобода-Рунгурська в селянській родині Семена Станкевича та Марії Ковальської. Здобував середню освіту в Коломийській українській ґімназії, яку закінчив у 1921 році. У 6 класі ґімназії, у 16-річному віці, вступає в ряди Українських Січових Стрільців й опісля як сотник артилерії бере участь у визвольній боротьбі в лавах Української Галицької Армії.
Після закінчення ґімназії вступає в Український таємний університет у Львові, який закінчує в 1928 році. У 1929 році нострифікував диплом у Познанському університеті, там же став членом УЛТ і пройшов інтернатуру, а в 1930 році пройшов спеціалізацію з рентгенології у Відні.
Із 1931 року разом із дружиною Марією переїжджає до Коломиї. За дослідженнями Іллі Криворучка, тоді ж і збудував віллу на тодішній вулиці Собєського, 76 (зараз — Грушевського, 76), де і приймав пацієнтів разом зі заступником головного лікаря повітової лікарні, терапевтом Мечиславом Шайною з 8 до 10 години ранку і з 3 до 5-ї години дня. Також почав працювати лікарем-рентгенологом у повітовій лікарні й мав власний лікарський кабінет на вул. Пілсудського, 49 (зараз — Чорновола).
Після заснування громадської амбулаторії для бідних верств населення в 1932 році працював там лікарем-рентгенологом разом із єврейськими та українськими лікарями. У Коломиї став співзасновником філій Українського лікарського (1933 рік) та Українського гігієнічного товариств (1930 рік), а також членом «Каменярів». Як стверджувала газета «Діло» за 1 березня 1933 року, виділив 5 злотих на фінансування товариства «Просвіта». У вересні 1938 року організував ювілейне свято «Просвіти» в Коломиї.
Під час радянської окупації працював лікарем-рентгенологом у колишній повітовій лікарні. З настанням німецької окупації в листопаді 1941 року став заступником голови і секретарем Українського Окружного Комітету в Коломиї.
Однак, згодом захворів на сухоту і помер 25 липня 1942 року в Коломиї.
У нього залишилися дружина Марія Станкевич і троє дітей.